# Tylorrhynchus bahamensis
Tylorrhynchus bahamensis är en ringmaskart som beskrevs av Hartmann-Schröder 1958. Tylorrhynchus bahamensis ingår i släktet Tylorrhynchus och familjen Nereididae. Inga underarter finns listade i Catalogue of Life.